# Amentet
Amentet oder Imentet ist eine altägyptische Totengöttin. Seit dem Alten Reich war sie die Personifikation des Totenreiches, des Westens. Sie findet seit dem Neuen Reich Erwähnung in der Totenliteratur und ist eine Göttin des Amduat.

## Darstellung

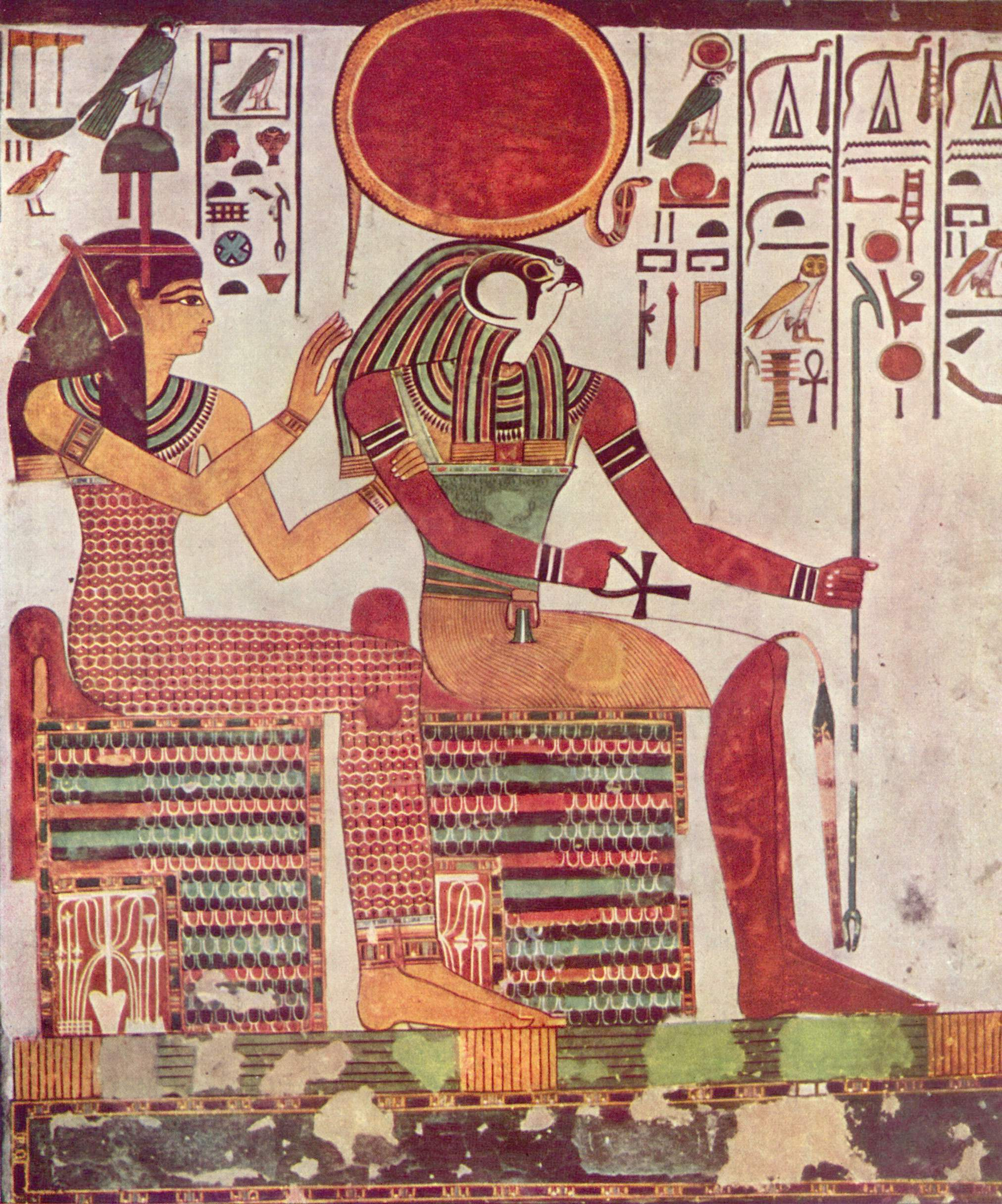
Amentet in Gestalt der Hathor und Re-Harachte (Grab der Nefertari)

Sie wurde in Ritualtexten auf Statuen, Stelen und in Gräbern, seit dem Neuen Reich auch auf Tempelwänden, angerufen. Darstellungen der Amentet finden sich in verschiedenen Gräbern, so beispielsweise im Grab von König Haremhab (KV57) im Tal der Könige oder im Grab von Königin Nefertari (QV66) im Tal der Königinnen. Seit Amenophis III. gehörte die Göttin zusammen mit Nut zum Dekorationsprogramm von Königs- und Beamtengräbern.
Sie wird seit dem Neuen Reich als Frau mit schwarzer Perücke und der Hieroglyphe für „Westen“ auf dem Kopf abgebildet. Meist ist sie in Gestalt der Isis oder der Hathor dargestellt. So scheint es, dass sie trotz eigenständiger Ikonografie eine Erscheinungsform dieser Göttinnen ist, die beide den Beinamen „Herrin des schönen Westens“ (nebet-imentet-nefer) tragen können. In den Sargtexten wurde Amentet mit Isis gleichgesetzt.

## Bedeutung
In der Mythologie der Alten Ägypter liegt das Jenseits im Westen. Daher wurden die Nekropolen vorwiegend in den westlich des Nils gelegenen Bergen angelegt. Als Göttin des Westens ist Amentet auch die Herrin aller im Westen liegenden Länder. Als Unterweltsgöttin empfängt sie die in die Duat eintretenden Toten. Im Neuen Reich wurde Amentet zur Schutzgöttin der thebanischen Nekropole.
Amentet gehört zum Gefolge des Osiris. Einen eigenen Kult für sie gab es allerdings nicht. Seit der Spätzeit wurde jedoch ihr Abbild auf den Böden der Särge angebracht.